# Янгієр – Ташкент
Янгієр — Ташкент — трубопровід для постачання газу до столичного регіону Узбекистану.
Активний розвиток узбецької газової промисловості в радянський період дозволив газифікувати більшість регонів тоді ще Узбецької РСР. При цьому газотранспортна система із зрозумілих причин не враховувала адміністративні кордони, що після розпаду СРСР стали міждержавними. Після надбання Узбекистаном незалежності ця країна реалізувала ряд проектів, які дозволяли усунути можливий вплив сусідніх держав на стабільність газопостачання окремих регіонів, зокрема Газлі – Нукус (постачання Каракалпакії), Шуртан – Шерабад (забезпечення Кашкадар'їнської області) та Янгієр — Ташкент. Останній мав на меті транспортувати газ до столичного регіону, який до тих пір отримував блакитне паливо через систему Бухарський газоносний регіон — Ташкент — Бішкек — Алм-Ати (БГР — БТА), одна з ниток якої заходила на територію Казахстану (так само в Казахстані опинилось підземне сховище газу Полторацьке, що гарантувало стабільність постачання до узбецької столиці в зимовий період).
Вихідною точкою нового столичного газопроводу став Янгієр на трасі БГР — БТА (тут розташована належна до останньої компресорна станція КС-3А «Янгієр»). Введений в експлуатацію у 1999 році маршрут Янгієр — Ташкент мав довжину 195 км та був виконаний із труб діаметром 730 мм. Одним з основних споживачів стала Ташкентська ТЕС, а в 2020-х до неї приєднались Ташкентська ТЕС компанії Aksa Energy та Ташкентська ТЕС компанії Cengiz Energy.
З 2009-го від газопроводу Янгієр — Ташкент почав отримувати ресурс газопровід Ахангаран — Пунган, споруджений для поставок у Ферганську долину в обхід Таджикистану.
В 2015 році на одній з ділянок траси Янгієр — Ташкент сталась аварія, що супроводжувалась горінням газу. За результатами проведеного обстеження прийняли рішення про модернізацію системи із прокладанням 165 км нової труби.